# Stictoptera obalaui
Stictoptera obalaui là một loài bướm đêm trong họ Noctuidae.